# Епархия Иринджалакуды
Епархия Иринджалакуды (лат. Eparchia Irinialakudensis) — епархия Сиро-малабарской католической церкви c центром в городе Иринджалакуда, Индия. Епархия Иринджалакуды входит в митрополию Тричура. Кафедральным собором епархии Иринджалакуды является церковь святого Фомы.

## История
22 июня 1978 года Римский папа Павел VI выпустил буллу Trichuriensis eparchiae, которой учредил епархию Иринджалакуды, выделив её из епархии Тричура. В этот же день епархия Иринджалакуды вошла в митрополию Эрнакулам — Ангамали.
18 мая 1995 года епархия Иринджалакуды вошла в митрополию Тричура.

## Ординарии епархии
- епископ James Pazhayattil (22.06.1978 — 15.01.2010);
- епископ Pauly Kannookadan (15.01.2010 — по настоящее время).

## Источник
- Annuario Pontificio, Ватикан, 2011
- Булла Trichuriensis eparchiae, AAS 70 (1978), стр. 447  (лат.)